# Завидово (сельское поселение)
Сельское поселение «Завидово» — муниципальное образование в Конаковском районе Тверской области. Образовано в 2011 году, включило в себя территории Завидовского и Мокшинского сельских поселений.
Административный центр — деревня Мокшино.

## Географические данные
- Общая площадь: 132,5 км²
- Нахождение: центральная часть Конаковского района.
  - Граничит:
    - на севере — со Старомелковским СП
    - на северо-востоке — с Вахонинским СП
    - на юго-востоке — с Клинским районом МО
    - на юго-западе — с Козловским СП
    - на западе — с городским поселением посёлок Новозавидовский

По северной границе поселения — Шошинский плёс Иваньковского водохранилища. Основная река — Дойбица. Поселение пересекает автомагистраль Москва — Санкт-Петербург. Юго-восточная граница поселения — Октябрьская железная дорога, главная линия Москва — Санкт-Петербург, пересекает поселение линия Решетниково — Конаково ГРЭС.

## История
В XIX — начале XX века территория поселения относилась к Завидовской волости Клинского уезда Московской губернии. В 1929 году, после ликвидации губерний, в составе Московской области был образован Завидовский район с центром в посёлке Ново-Завидовский, село Завидово стало центром крупнейшего в этом районе сельсовета. В 1935 году Завидовский район вошёл в Калининскую область, а в 1960 году Завидовский район присоединён к Конаковскому району. В 1963—1965 годах территория поселения входила в Калининский район.

## Экономика
На территории сельского поселения Завидово находится Особая экономическая зона «Завидово», входящая в Верхневолжский туристско-рекреационный кластер.
6 ноября 2008 заместитель генерального директора инвестиционно-девелоперской группы «Открытые инвестиции» Константин Забродин сообщил на пресс-конференции о запуске проекта «Большое Завидово». Планировалось построить 1,5 млн. м² жилья для 29 тысяч человек, а также туристическую инфраструктуру — отели, гольф-поля, пристань для яхт. Объём предполагаемых инвестиций — $1,5 млрд. В 2012 году инвестиции составили 5,5 млрд. рублей, а общий объём вливаний оценивался в 30 млрд. рублей.
В 2011 году Завидово включено в инвестиционный проект туристско-рекреационного кластера «Верхневолжский» (в рамках целевой программы «Развитие внутреннего и въездного туризма в Российской Федерации в 2011—2018 годах», Постановление Правительства РФ от 2 августа 2011 г. N 644). Работа по созданию ТРК началась в 2014 году, предполагаемый объём инвестиций — 9,6 млрд рублей.
В июне 2014 года открылся отель Radisson Resort на 239 номеров.
Постановлением Правительства РФ №372 от 20 апреля 2015 на территории Конаковского района создана Особая экономическая зона туристско-рекреационного типа.
По данным «Коммерсанта», к 2016 году якорный инвестор проекта группа компаний «Агранта» вложила в развитие Завидово 10 млрд. рублей.

## Население
По переписи 2002 года — 4170 человек (1649 в Завидовском и 2521 в Мокшинском сельском округе).

## Состав поселения
На территории поселения находятся 14 населённых пунктов:
| №  | Тип нп | Название      | Население (2008 год) |
| -- | ------ | ------------- | -------------------- |
| 1  | дер.   | Мокшино       | 2232                 |
| 2  | дер.   | Архангельское | 17                   |
| 3  | дер.   | Безбородово   | 150                  |
| 4  | дер.   | Вараксино     | 25                   |
| 5  | дер.   | Высоково      | 4                    |
| 6  | дер.   | Демидово      | 46                   |
| 7  | дер.   | Елдино        | 39                   |
| 8  | село   | Завидово      | 1444                 |
| 9  | дер.   | Кабаново      | 15                   |
| 10 | дер.   | Концово       | 24                   |
| 11 | дер.   | Кочедыково    | 7                    |
| 12 | дер.   | Павлюково     | 65                   |
| 13 | дер.   | Шетаково      | 17                   |
| 14 | дер.   | Шорново       | 104                  |

### Бывшие населённые пункты
При создании Иваньковского водохранилища (1936—1937 годы) затоплены (переселены) деревни Вараксино и Потанщина.

## Транспорт
Через поселение проходит автомагистраль «Россия» М10  E 105. Параллельно строится платная скоростная автодорога Москва — Санкт-Петербург М11 (по информации «Медузы», участок в объезд Клина и Твери будет закончен не раньше 2019—2020 года).
По территории соседнего городского поселения «Новозавидовский» проходит Октябрьская железная дорога (станция «Завидово», в 6 км от Мокшино).
Внутри поселения курсируют автобусы 141 (Конаково — Новозавидово), 204 (Конаково — Редкино), 201 (Конаково — Тверь), 209 (Клин — Безбородово) с остановками в Завидово, Вараксино, Павлюково, Шорново, Демидово и Мокшино несколько раз в день.
Добраться до Завидово из Москвы можно на автомобиле или на электричке (в том числе пригородными экспрессами «Ласточка») через станцию Завидово в посёлке Новозавидовский, далее на такси. Из Твери курсируют автобусы до Новозавидовский с проездом через Мокшино, отправление с автовокзала.

## Культура
В 2011 году в Мокшино открыт новый Дом культуры. Его строительство практически полностью профинансировано проектом «Большое Завидово» (59 млн. рублей из 60).
За организацию досуга отвечает МБУ «Досуговый центр». В Мокшино и Завидово работают театральные студии, кружки вокала и танцев, спортивные секции и пр.

## Спорт
Спортивный досуг в Завидово в высшей степени разнообразен.

### Гольф-клуб Завидово PGA National
18-луночное «чемпионское» поле, спроектированное международным архитектурным бюро European Golf Design. Единственное в России, которое имеет статус «нэшнл» Профессиональной ассоциации гольфистов Великобритании и Ирландии (PGA). «Завидово» является закрытым частным клубом, но при определённых условиях доступ на поле возможен.

### Вейк-бординг
В акватории главной бухты установлена реверсивная лебёдка «Акватории лета» для занятий вейкбордингом. Можно арендовать катер для вейкбординга и вейксёрфинга. В меньшей степени развит виндсёрфинг и кайтсёрфинг. На пляже установлен искусственный скалодром высотой 14 метров.

### Велодорожка
Асфальтированная дорожка длиной 10 км для катания на велосипедах, роликах, лонгбордах и пр. В 2017 году на ней проходил этап первенства по триатлону Ironstar.

### Диск-гольф парк
Трасса для игры в диск-гольф создана в 2017 году. Включает 9 отрезков общей длиной 1137 метров, пар 30.

## Достопримечательности
Храмовый комплекс Успения Пресвятой Богородицы в селе Завидово, включающий Успенскую церковь, впервые упомянутую в 1623 году в писцовой книге Клинского уезда, Троицкую церковь и колокольню, построенную в 2003 году на месте снесённой в 1936 году колокольни XIX века. В комплекс входит несколько краеведческих музеев — Музей народных промыслов, «Ямщицкая изба» и открытый в 2017 году музей «Государева Дорога», посвящённый истории старинного тракта из Москвы в Великий Новгород и затем Санкт-Петербург. 

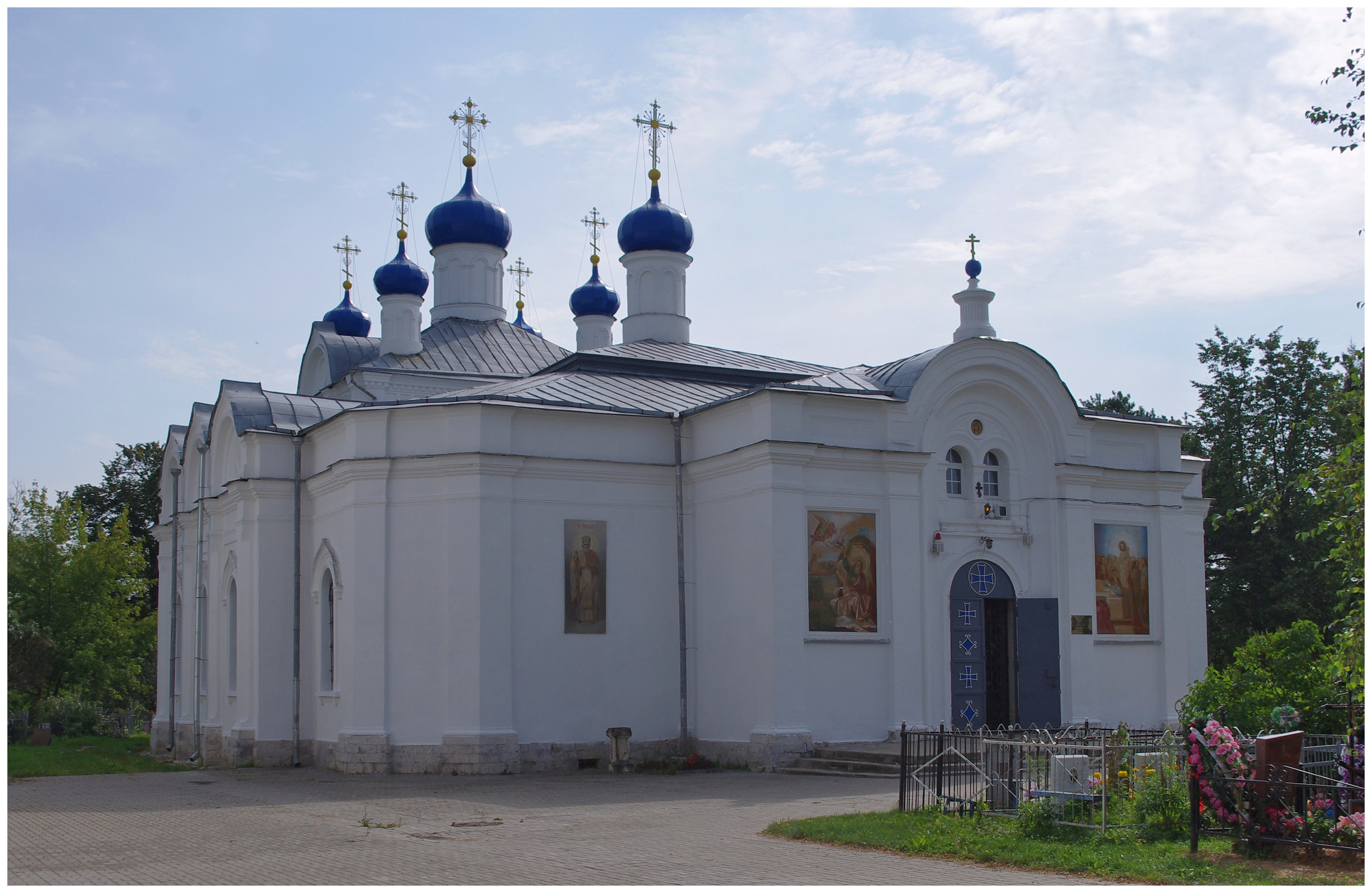
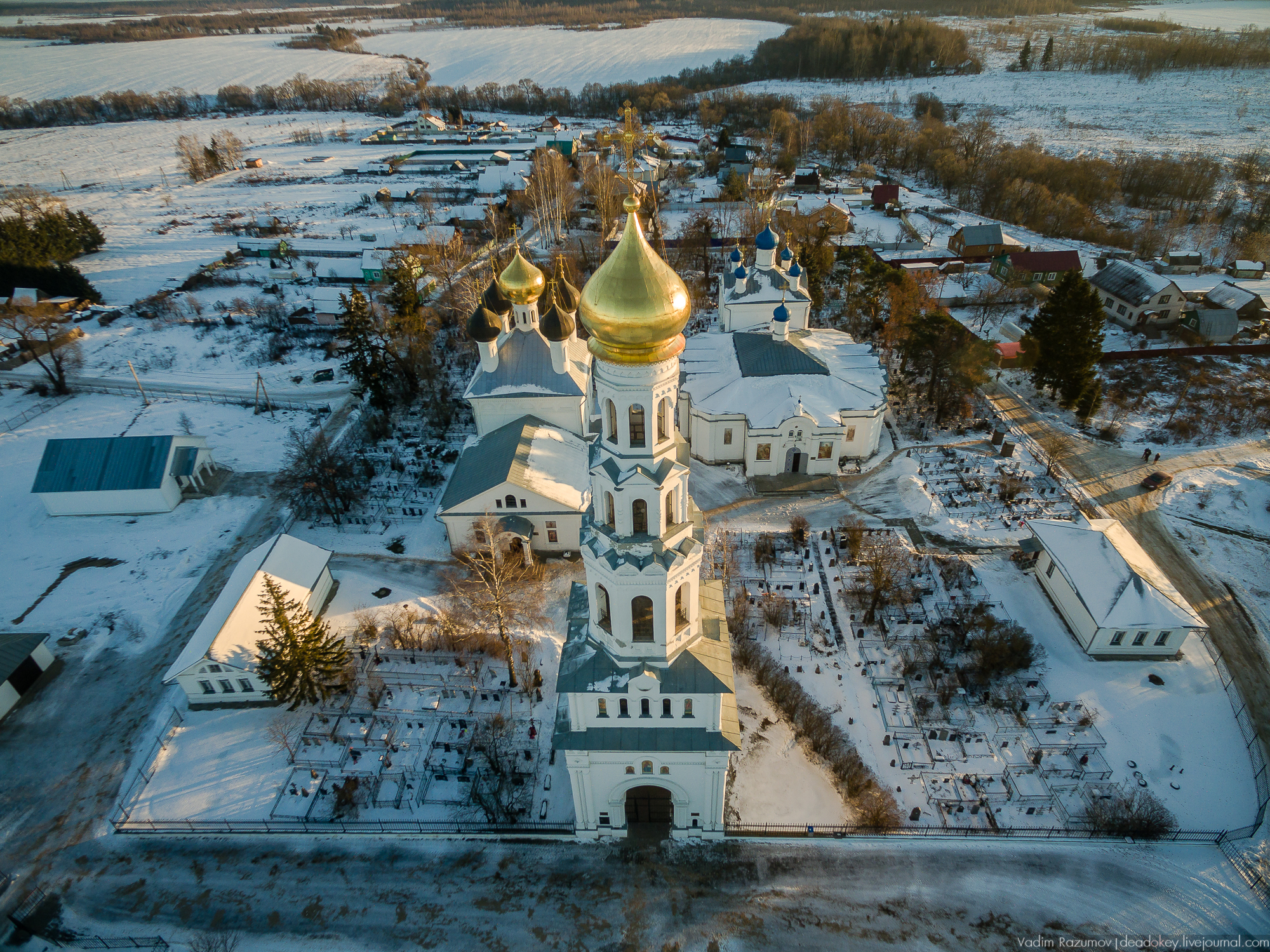

Воинское захоронение в деревне Вараксино.